# Balabanowo
Balabanowo (russisch Балаба́ново) ist eine Stadt in der Oblast Kaluga (Russland) mit 26.337 Einwohnern (Stand 14. Oktober 2010).

## Geografie
Die Stadt liegt etwa 75 km nordöstlich der Oblasthauptstadt Kaluga am linken Ufer der Protwa, eines linken Nebenflusses der in die Wolga mündenden Oka.
Balabanowo liegt im Rajon Borowsk.

## Geschichte
Ein Dorf Balabanowo wurde erstmals im 17. Jahrhundert urkundlich erwähnt.
Nach dem Eisenbahnbau entstand ab etwa 1900 eine größere Stationssiedlung, welche 1935 den Status einer Siedlung städtischen Typs und 1972 das Stadtrecht erhielt.

### Bevölkerungsentwicklung
| Jahr | Einwohner |
| ---- | --------- |
| 1939 | 2.632     |
| 1959 | 3.382     |
| 1970 | 10.853    |
| 1979 | 15.449    |
| 1989 | 19.139    |
| 2002 | 23.312    |
| 2010 | 26.337    |

Anmerkung: Volkszählungsdaten

## Kultur und Sehenswürdigkeiten
Im Tal des nahen Flusses Istja befinden sich Überreste eines Eisenwerkes aus dem 18. Jahrhundert.

## Wirtschaft und Infrastruktur
In Balabanowo befinden sich die bedeutende Streichholzfabrik Plitspitschprom (früher Gigant) sowie eine Verpackungsfabrik der finnisch-schwedischen Stora Enso.
Die Stadt liegt an der 1899 eröffneten Eisenbahnstrecke Moskau – Brjansk – Kiew (Streckenkilometer 96).
Durch Balabanowo führt die Fernstraße M3 Moskau – Brjansk – Ukrainische Grenze (von dort weiter Richtung Kiew), welche hier vom Großen Moskauer Ring A108 gekreuzt wird.

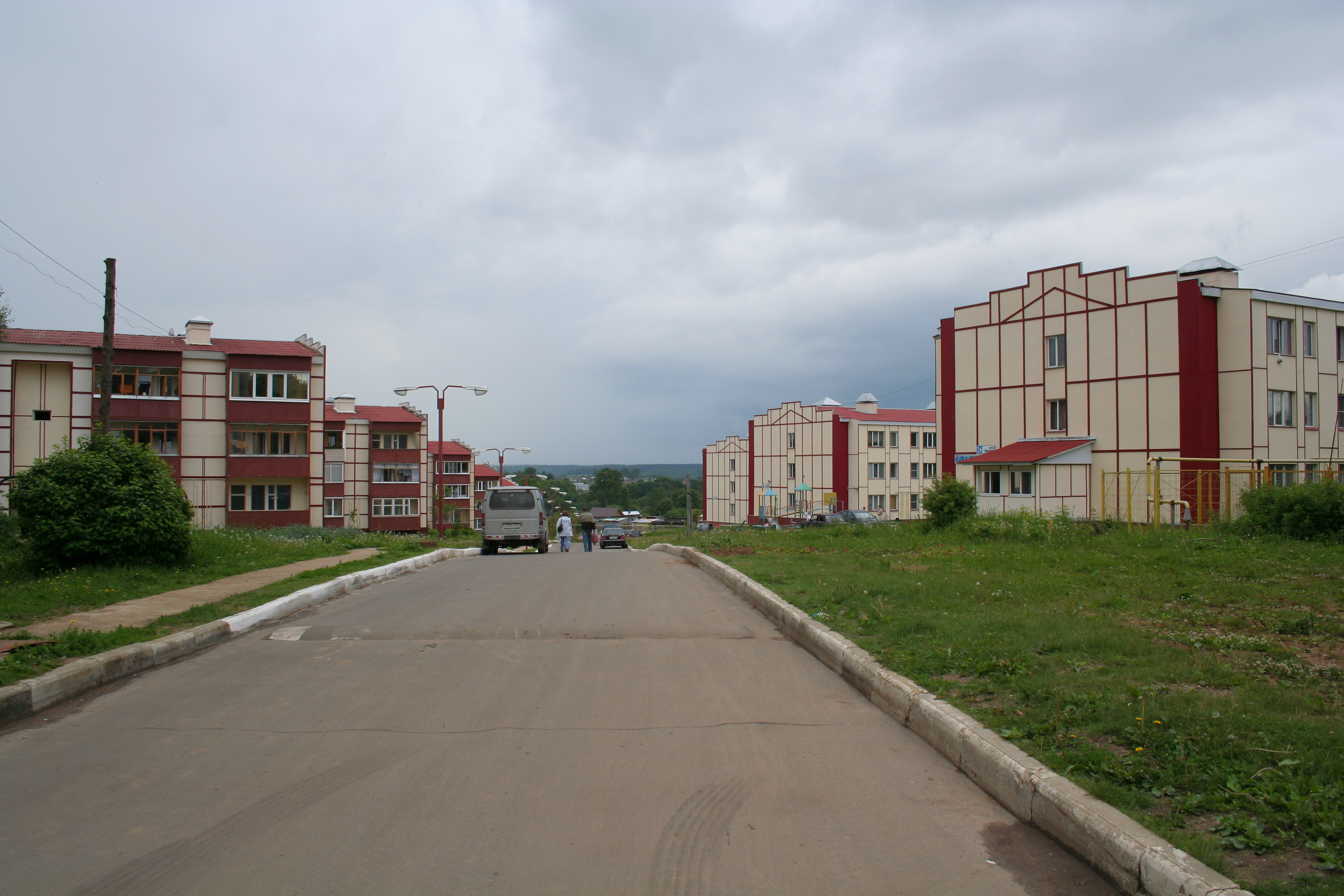
Wohnviertel in Balabanowo
Kriegsmahnmal
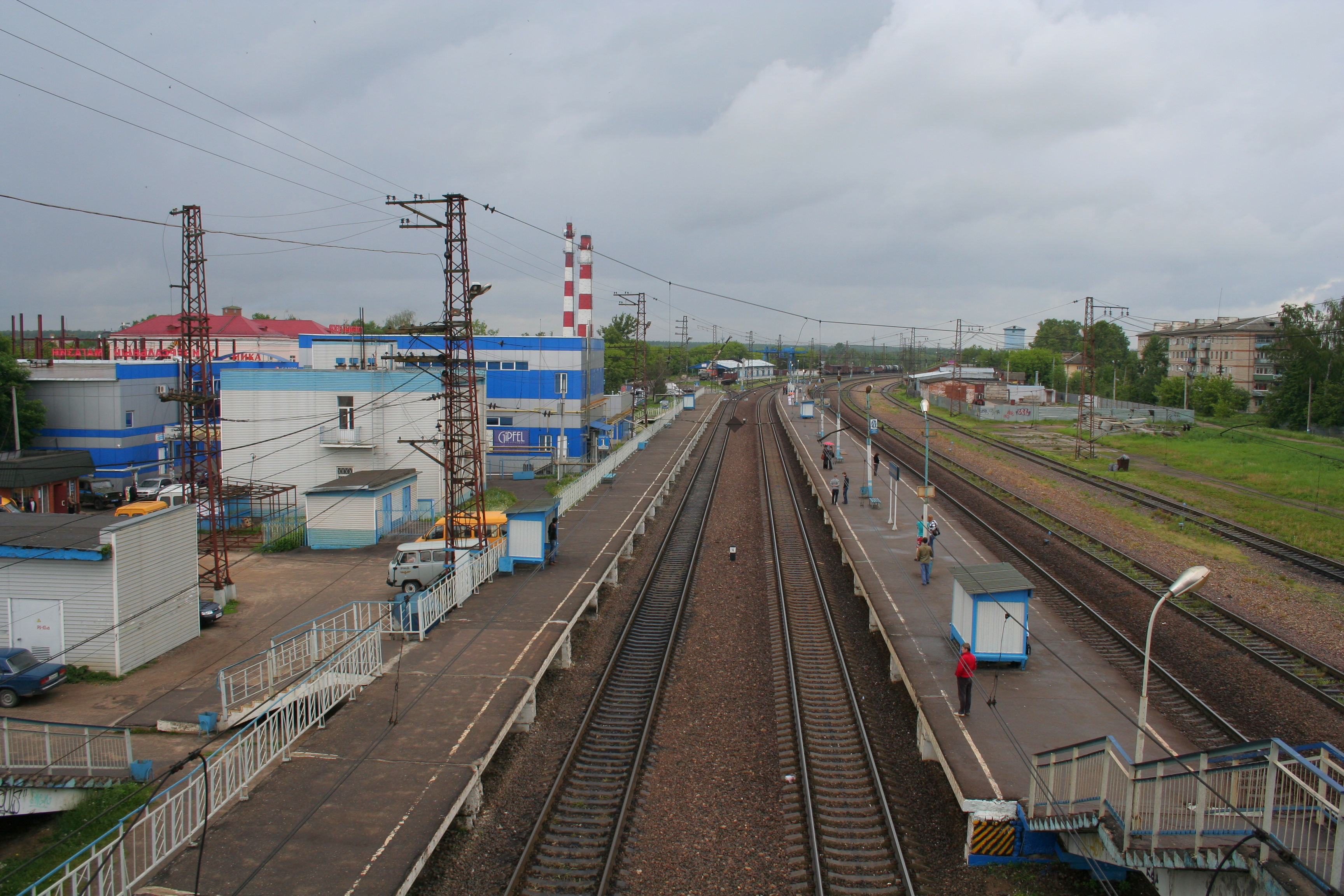
Bahnhof Balabanowo

## Persönlichkeiten
- Pafnuti Tschebyschow (1821–1894), Mathematiker; wurde im nahen Okatowo geboren und verbrachte dort seine Kindheit